# Ćwierć
Der Ćwierć, auch Cwiercec, seltener Wiert, war ein polnisches Volumen- und Getreidemaß und war das sogenannte Viertel.
Das Maß galt im Königreich Polen und im Freistaat Krakau und unterschied sich um 2 Liter.
- Krakau 1 Ćwierć = 1513 3/5 Pariser Kubikzoll = 30 Liter
- Königr. Polen 1 Ćwierć = 1613 1/5 Pariser Kubikzoll = 32 Liter

Die Maßkette war
- 1 Ćwierć = 8 Garnitzen/Garnce = 31 Kwarty/Quart
- 4 Ćwierci = 1 Korzec/Scheffel
- 120 Ćwierci = 1 Last